# The Feast and the Famine
Singles de Foo Fighters
Something from Nothing
(2014) Congregation
(2014)
The Feast and the Famine est le deuxième single du groupe américain de rock alternatif Foo Fighters issu de l'album Sonic Highways sorti en 2014.

## Liste des titres
Toutes les chansons sont écrites et composées par Dave Grohl, Taylor Hawkins, Nate Mendel, Chris Shiflett, Pat Smear.
| 1. | The Feast and the Famine | 3:49 |

## Membres du groupe lors de l'enregistrement de la chanson
- Dave Grohl : chant, guitare
- Chris Shiflett : guitare
- Nate Mendel : basse
- Taylor Hawkins : batterie
- Pat Smear : guitare